# 弗龙特奈罗昂罗昂
弗龙特奈罗昂罗昂（法語：Frontenay-Rohan-Rohan，法語發音：[fʁɔ̃tnɛ ʁɔɑ̃ ʁɔɑ̃]），法国西部城市，新阿基坦大区德塞夫勒省的一个市镇，隶属于尼奥尔区，其市镇面积为33.79平方公里，2022年1月1日时人口数量为2,968人，在法国城市中排名第3,902位。
弗龙特奈罗昂罗昂位于德塞夫勒省南部，是该省省会尼奥尔的一个郊区卫星城，法国国道N11线和N248线在此交汇

## 地名来源
“弗龙特奈”一名最初于公元10世纪以拉丁语“Frontaniacus”的形式被记载于普瓦捷圣西普里安修道院的文档中，该名称可能来源于人名。
“Rohan”一名来源于当地历史上的领主皮埃尔（Pierre de Rohan），他曾被路易十四授予过“罗昂英雄”（Hercule de Rohan）的称号，“Rohan-Rohan”自1897年起成为当地官方名称的一部分。

## 历史
根据当地官方网站的论述，弗龙特奈罗昂罗昂始建于中世纪中期，彼时该地为吕西尼昂家族的一处领地。公元13世纪时，吕西尼昂家族内部发生叛乱，于格十世寻求法兰西皇室的帮助以反对普瓦捷的阿尔方斯，弗龙特奈由此被路易九世的军队占领，成为法兰西王国的领土，当地的城墙被拆除，其城市则被更名为“Frontenay-l’Abattu”，意为“被沦陷的弗龙特奈”。法国大革命后，弗龙特奈成为德塞夫勒省的一个市镇。工业革命期间，途径此地的圣伯努瓦－拉罗谢尔铁路建成运行。二战后，随着尼奥尔的城市扩张，弗龙特奈罗昂罗昂的人口数量有所增加。

## 地理

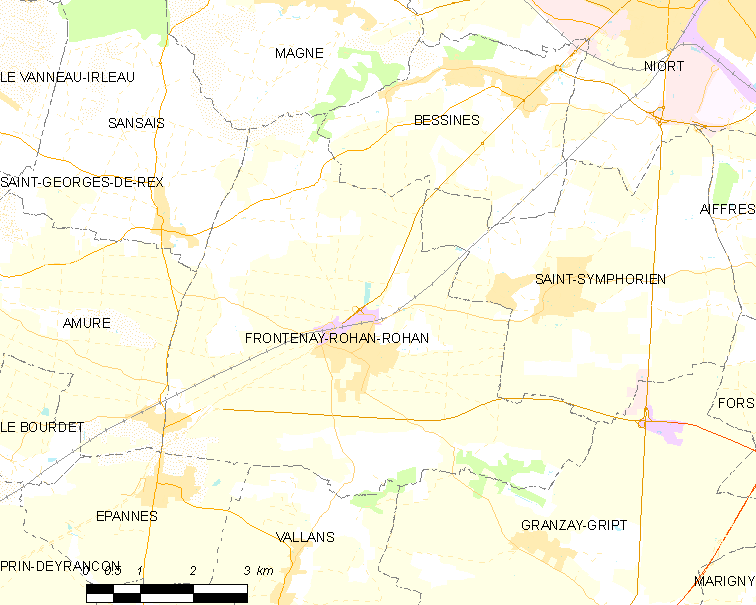
弗龙特奈罗昂罗昂市镇范围地图

弗龙特奈罗昂罗昂位于法国西部，新阿基坦大区北部和德塞夫勒省南部，距离省会尼奥尔大约11公里。与弗龙特奈罗昂罗昂接壤的市镇包括：阿米雷、贝西讷、埃帕讷、马涅、圣桑福里安、桑赛。

### 地形
弗龙特奈罗昂罗昂位于尼奥尔地区腹地，境内以浅丘为主，市镇中心地势较为平坦，全境海拔在2到47米之间。

### 水文
弗龙特奈罗昂罗昂位于尼奥尔塞夫尔河流域，该河独立注入大西洋。

### 植被
弗龙特奈罗昂罗昂属于温带阔叶混交林区，林地散落分布于市镇范围内的多个街区。
在鲜花城市的评比中，弗龙特奈罗昂罗昂暂未被评级。

### 气候
弗龙特奈罗昂罗昂在柯本气候分类法中属于温带海洋性气候。

## 行政区划
弗龙特奈罗昂罗昂是法国新阿基坦大区德塞夫勒省的一个市镇，编号为79130。弗龙特奈罗昂罗昂隶属于尼奥尔区以及德塞夫勒省第二选区，管理弗龙特奈罗昂罗昂县，同时也是尼奥尔城市圈公共社区的组成部分。
法国国家统计与经济研究所（简称）在进行数据统计时，将弗龙特奈罗昂罗昂单独设为弗龙特奈罗昂罗昂城市核心区，并将包括核心区在内的周边共69个市镇划为尼奥尔城市区。自2020年起，尼奥尔城市区被包含91个市镇的尼奥尔城市辐射区代替。此外，还将弗龙特奈罗昂罗昂市镇整体看作一个“块区”（IRIS），以便于统计人口分布情况。

## 交通

### 公路
法国国道N11线和N248线在弗龙特奈罗昂罗昂境内交汇，另有多条德塞夫勒省省道在弗龙特奈罗昂罗昂境内，新阿基坦大区下属的城际客运提供巴士线路，可前往周边部分市镇。
2018年，83.5%的弗龙特奈罗昂罗昂家庭拥有至少一辆私人汽车。2018年，弗龙特奈罗昂罗昂境内共发生各类交通事故2起，造成2人受伤。
| 33 | 9 |

| 尼奥尔 | 11 |

| 拉罗谢尔 | 53 |

| 叙热尔 | 25 |

### 铁路
弗龙特奈罗昂罗昂位于圣伯努瓦－拉罗谢尔铁路上。距离弗龙特奈罗昂罗昂最近的客运铁路枢纽为13公里外的尼奥尔站，该站停靠往返于巴黎和拉罗谢尔之间的高速列车，同时停靠前往普瓦捷、拉罗谢尔和桑特三个方向的区域列车。

### 航空
距离弗龙特奈罗昂罗昂最近的民用航空站为拉罗谢尔机场，距离弗龙特奈罗昂罗昂市中心的公路里程约57公里。

### 城市公共交通
弗龙特奈罗昂罗昂是尼奥尔城市公共交通（商业名称为）的服务范围，后者是尼奥尔城市圈公共社区的城市公共交通系统。截至2022年11月，该系统共包括数十条公交线路，其中公交20路经过了弗龙特奈罗昂罗昂市区。

## 政治
弗龙特奈罗昂罗昂的现任市长为奥利维耶·普瓦罗先生（Olivier POIRAUD），他是一名右翼无党派人士的一名成员，在2020年的市政选举中获得了100.00%的支持率（无其他候选人）。
在2022年的法国总统大选中，埃马纽埃尔·马克龙在弗龙特奈罗昂罗昂获得了61.69%的支持率。

## 人口
2018年，弗龙特奈罗昂罗昂市镇人口数量为2,833，在法国排名第3,902位。其中男性1,370人，女性1,463人，75岁及以上人口占8.2%，外籍人口数量为499人，人口密度为84人/平方公里，当地居民被称为（男性）或（女性）。2019年，弗龙特奈罗昂罗昂境内出生15人，死亡人口34人。
| 弗龙特奈罗昂罗昂1901年－2019年人口变化情况 |
|                                            |
| 数据来源：Cassini、INSEE                   |

## 经济
弗龙特奈罗昂罗昂是德塞夫勒省省会尼奥尔的一个郊区卫星城。截止2022年9月，弗龙特奈罗昂罗昂市镇范围内共有各类用人单位（包含自雇）335家，平均历史为20年，其中99.37%为中小型企业（PME），2022年9月至11月间，当地的经济活力指数为0.9%。是当地2021年营业额最高的三个企业，为3,776,103欧元。

## 财政与居民收入
2020年，弗龙特奈罗昂罗昂的财政收入总额为2,293,060欧元，财政支出总额为2,071,550欧元，当年的债务总额为1,871,210欧元。2021年，弗龙特奈罗昂罗昂共获得540,435欧元的国家财政补助，比上一年减少了0.7%。
2019年，弗龙特奈罗昂罗昂的人均月收入总额为2,512欧元，其中高级职员为4,004欧元，低于法国平均水平（4,230欧元）；中级职员为2,563欧元，高于法国平均水平（2,411欧元）；普通职员为1,939欧元，高于法国平均水平（1,740欧元）。
2018年，弗龙特奈罗昂罗昂境内的青壮年（15至64岁）失业率为9.6%，当地55.2%的家庭拥有纳税资格，平均纳税2,817欧元，低于法国平均水平（3,910欧元）。

## 社会事务

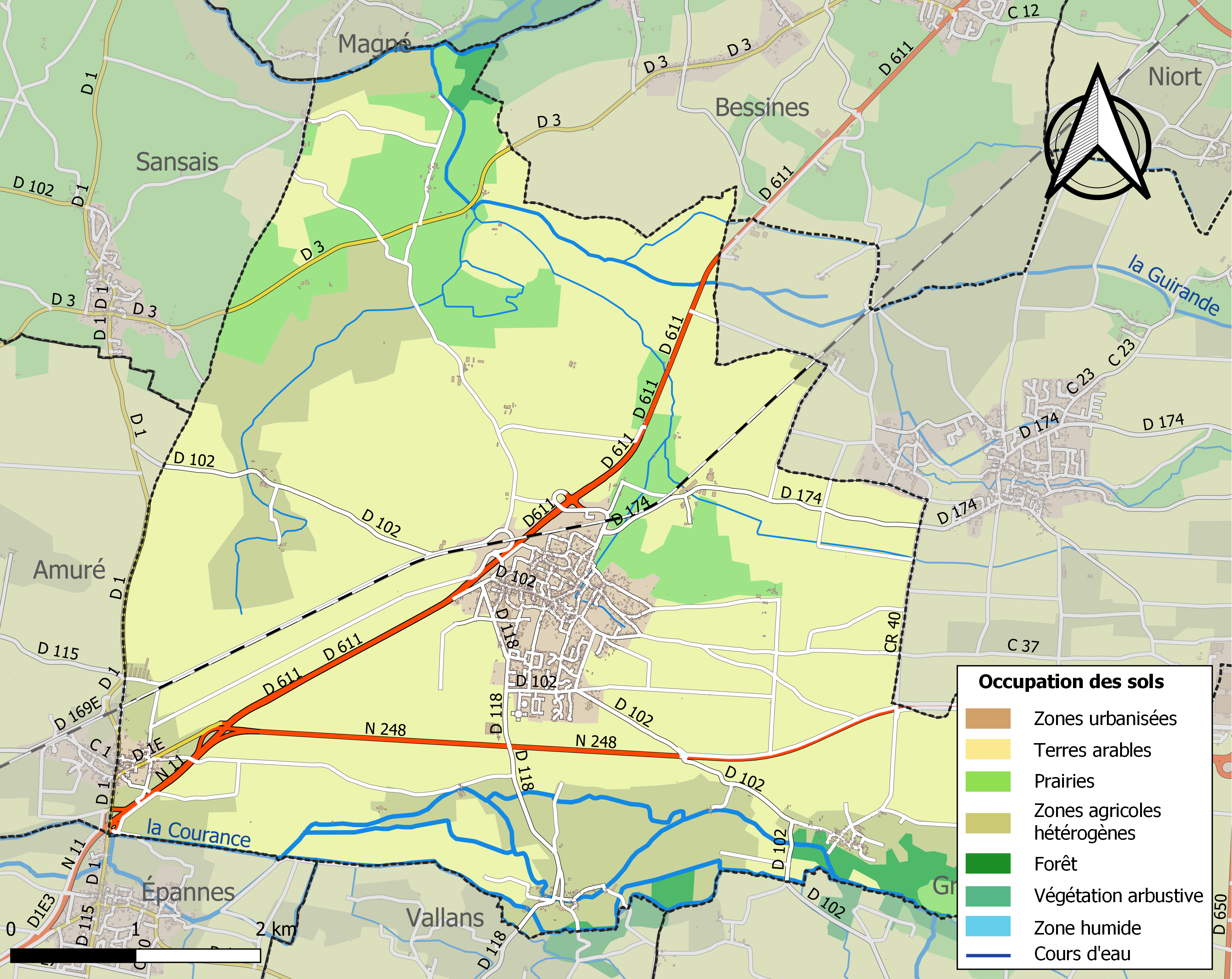
弗龙特奈罗昂罗昂土地利用情况地图

### 教育
弗龙特奈罗昂罗昂属于普瓦捷学区。截止2020年1月1日，弗龙特奈罗昂罗昂境内共有1所幼儿园、2所小学和1所初级中学。2018至2019学年度，弗龙特奈罗昂罗昂境内共有在校中等教育阶段学生613名。

### 医疗
截止2020年1月1日，弗龙特奈罗昂罗昂境内共有全科医生7名、保健师3名和护士3名。境内共有药房1家、养老院1家。
距离弗龙特奈罗昂罗昂最近的区域性医疗机构为尼奥尔中心医院（Centre Hospitalier de Niort），其主病区位于尼奥尔市区，距离弗龙特奈罗昂罗昂市区的正常车程约15分钟，该院设有床位1308个，是当地规模最大的公立综合性医院。

### 住房
2018年，弗龙特奈罗昂罗昂境内共有各类住房1,395套，其中95.1%为独立式居民区，4.6%为集中式居民区。常住房屋占弗龙特奈罗昂罗昂市镇范围内居民建筑总量的89.1%。
在住房保障政策方面，2020年，弗龙特奈罗昂罗昂境内共有166户家庭获得了住房经济补助，受益人数占总人口数量的5.9%，其中152份为房租补助。

### 商业
2019年，弗龙特奈罗昂罗昂境内共有各类实体商铺52家，其中餐厅2家、大型超市1家、面包房2家、银行门店4家、美容美发店3家、汽车维修店6家。市中心建有一家家乐福超市。

### 体育
2020年，弗龙特奈罗昂罗昂境内共有1间体育馆、1座综合体育场、2处网球场以及1处足球或橄榄球场。
截至2022年11月，弗龙特奈罗昂罗昂境内共有两家注册足球俱乐部。弗龙特奈-圣西福里安体育联盟（Union Sportive Frontenay - Saint-Symphorien，编号581382）是当地的代表性足球队，其主队2022至2023赛季参加德塞夫勒省足球联赛甲组（法国第九级别），其主场为市政球场（Stade Municipal）。

### 环境
弗龙特奈罗昂罗昂的环境事务由其所属的尼奥尔城市圈公共社区负责。2019年，弗龙特奈罗昂罗昂境内暂无污染企业。

### 治安
2019年，弗龙特奈罗昂罗昂市镇范围内有1处宪兵队。
弗龙特奈罗昂罗昂所在地是尼奥尔国家宪兵队（zone gendarmerie de Niort）的管辖范围。2020年，该宪兵队辖区内共139个市镇累计发生各类案件3,815起，其中盗窃类案件1,828起，经济类案件591起，毒品交易类案件204起。

## 文化

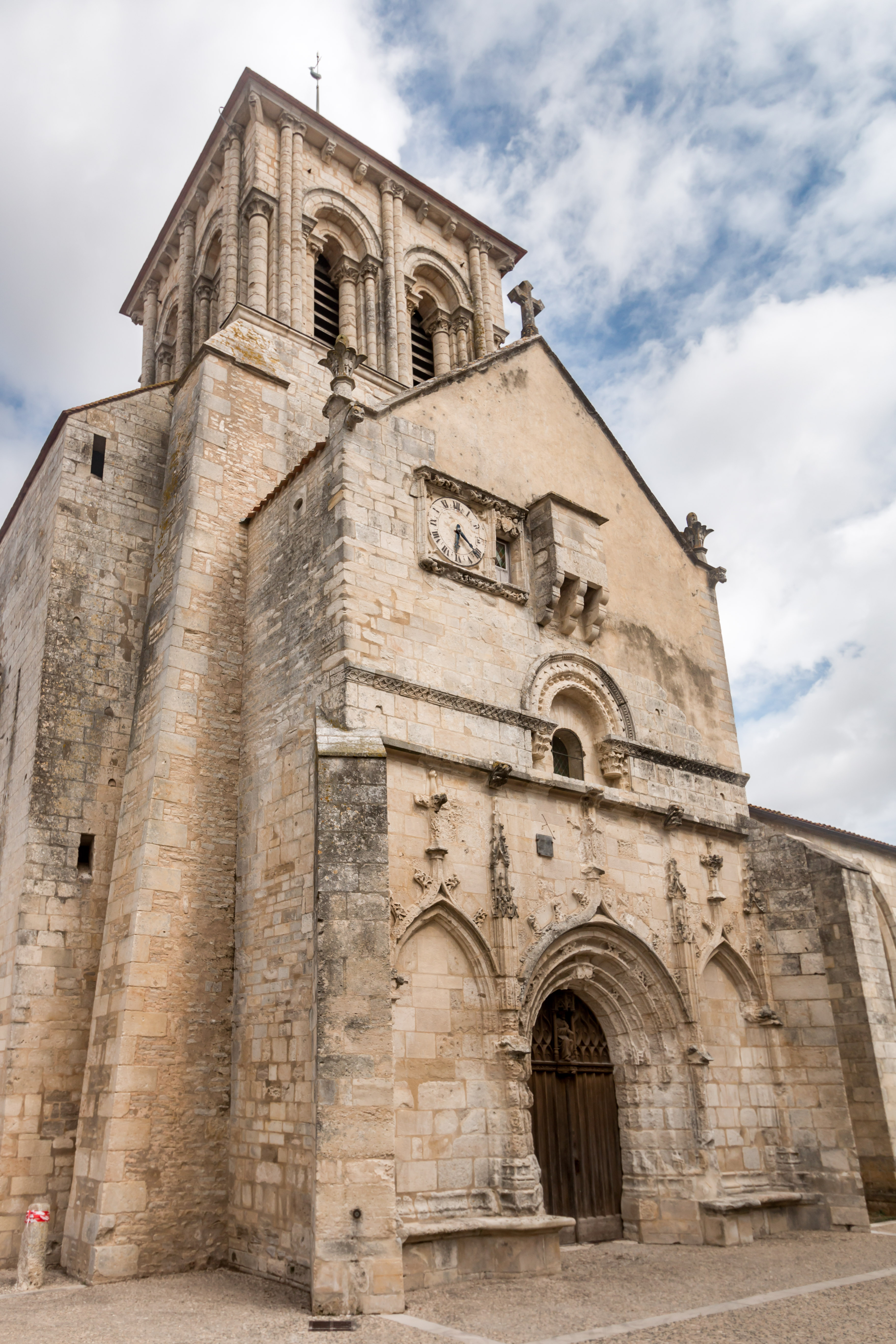
弗龙特奈罗昂罗昂圣伯多禄教堂

2020年，弗龙特奈罗昂罗昂境内暂无任何文化设施。弗龙特奈罗昂罗昂市政府提供多媒体中心，向公众开放。

### 建筑
弗龙特奈罗昂罗昂境内有多处历史建筑，其中弗龙特奈罗昂罗昂圣伯多禄教堂为法国国家文物保护单位，亦是当地的地标性建筑物。

### 旅游
弗龙特奈罗昂罗昂的旅游事务由其所属的尼奥尔城市圈公共社区负责。2021年，弗龙特奈罗昂罗昂境内暂无任何游客接待设施。

### 媒体
法国主要的媒体均可在弗龙特奈罗昂罗昂接收，法国电视三台下属的新阿基坦大区频道在部分时段播出弗龙特奈罗昂罗昂所属区域的地方新闻。

## 友好城市
截至2022年11月，弗龙特奈罗昂罗昂暂未建立任何友好城市关系。